# Электрический театр Боба
«Электрический театр Боба» (фр. Le théâtre de Bob) — немой короткометражный комедийный мультфильм Сегундо де Шомона. Он имеет ещё два названия- «Маленький театр» и «Театр Боба». Премьера состоялась в США в апреле 1906 года.

## Сюжет
Боб и его друзья сидят и делают уроки. Один из них заскучал и Боб предлагает своим друзьям посмотреть своё кукольное представление.

## Художественные особенности
Мультфильм является одним из самых ранних кукольных мультфильмов, снятых до мультипликационных работ Старевича. Через два года, в 1908 году, Стюарт Блэктон снял ремейк под названием «Цирк лилипутов» («Цирк лилипутов» (1898, The Humpty Dumpty Circus). В 2007 году мультфильм озвучен на испанском языке. К тому же он является одним из фильмов, расскрашеных студией Патеколор.